# Registre Civil Espanyol
El Registre Civil Espanyol és un registre públic que té per objecte fer constar oficialment els fets i actes que es refereixen a l'estat civil de les persones i altres determinats per la Llei, com el nom i cognoms, el naixement, la defunció, la filiació, el sexe o la nacionalitat. El Registre compleix la funció d'instrument de publicitat dels  estats civils de les persones, ja que, en representar aquestes qualitats o situacions que tenen una eficàcia general, pot sorgir un cert interès dels tercers i de tot el grup social en el seu coneixement, i també constatació. Aparegut a Espanya l'any 1870, es caracteritza per ser institucionalment únic i depèn del de la Direcció general dels Registres i del Notariat del  Ministeri de Justícia.

## Història
El Registre Civil a Espanya va començar l'1 de gener de 1871, arran de l'entrada en vigor de la Llei Provisional 2/1870, de 17 de juny, del Registre Civil i del Reglament per a l'execució de les lleis de matrimoni i Registre Civil, de 13 de desembre de 1870. Aquesta llei exigia a tots els municipis la creació d'un Registre civil en què s'havien inscriure les dades referents a l'estat civil de tots els espanyols (naixements, matrimonis, defuncions, etc.), al marge de les seves creences. La llei va ser presentada davant les Corts per Eugenio Montero Ríos, ministre de Gràcia i Justícia. La legislació vigent a Espanya en relació amb el Registre Civil és la Llei 20/2011, de 21 de juliol, del Registre Civil, que va derogar l'anterior Llei del Registre Civil, de 8 de juny de 1957, amb efectes del 22 juliol 2014. Cal dir que la versió de 1957 del Registre Civil només permetia inscriure noms en castellà i els noms catalans eren expressament prohibits.

## Seccions
Segons la normativa vigent fins a 2014, el Registre Civil està dividit en quatre seccions, cadascuna de les quals es troba en llibres diferents, independents i formats amb els requisits reglamentaris, que reben el nom de: «naixements i general», la primera; «Matrimonis», la segona; «Defuncions», la tercera i, finalment, «tuteles i representacions legals», la quarta. La més important és la de naixements, ja que la inscripció és el centre de la vida jurídica de la persona; a més, també hi consten el sexe, l'edat, el nom, els cognoms i, en determinats casos, la filiació. També ha de figurar en aquesta secció l'eventual modificació de la capacitat, la nacionalitat o del veïnatge civil.
La Secció de «matrimonis» s'obre amb la inscripció de l'acte de celebració d'aquest, sigui quina sigui la forma en què s'hagi realitzat. També hi ha de constar la sentència i resolucions sobre nul·litat, divorci o separació i tots els actes que suposin la fi de la relació conjugal. També poden inscriure els règims de la societat conjugal i els actes i resolucions que els alterin.
La finalitat de la Secció de «defuncions» consisteix en la inscripció de la mort de la persona i, si escau, la declaració de la mort, mentre que la Secció quarta, la qual rep el nom de «tuteles i representacions legals», té per objecte la inscripció de la constitució dels organismes tutelars i la resta de resolucions legals, així com la seva eventual modificació. No té cabuda en aquesta Secció la inscripció de la pàtria potestat, ni les funcions tutelars que puguin correspondre a establiments de beneficència.